# Magnus Schmid (Orgelbauer)
Magnus Schmid (* 1889; † 1964) war ein deutscher Orgelbauer.

## Leben
Magnus Schmid war Werkmeister bei Willibald Siemann in München. Er machte sich in den 1920er Jahren zusammen mit Carl Schuster unter der Firmierung Schuster & Schmid selbstständig. Zuweilen existierten aus dieser Zeit auch Instrumente, die einen der beiden Namen alleine tragen. Nach der Zerstörung der Werkstätten in der Blutenburgstraße 54 im Zweiten Weltkrieg baute er sich eine neue Existenz in Mittbach auf, die er 1957/1958 aus Altersgründen aufgab.

## Privatleben
Schmids Tochter, Mechthild (1921–1998) war eine Sängerin. Diese trat häufig bereits in ihrer Jugend im Münchner Rundfunk auf. Mit 18 lernte sie den späteren Dirigenten Wolfgang Sawallisch als Klavierbegleiter kennen, welchen sie im August 1952 heiratete.
Der Mittelpunkt in Schmids späterem Leben war Pemmering. Er wurde auf dem dortigen Friedhof beerdigt.

## Werkliste (Auswahl)
| Jahr    | Ort               | Gebäude               | Bild | Manuale | Register | Bemerkungen |
| ------- | ----------------- | --------------------- | ---- | ------- | -------- | --- |
| 1925    | München           | St. Andreas           |      |         |          | Juli 1944 zerstört |
| 1926    | München           | St. Sylvester         |      | II/P    | 20       | nicht erhalten |
| 1928    | Planegg           | St. Elisabeth         |      | II/P    | 26       | nicht erhalten |
| 1931    | Freising          | Wieskirche (Freising) |      | II/P    | 8        | |
| 1933    | München           | St. Rupert            |      | II/P    | 37       | Umbau und Erweiterung der Maerz-Orgel |
| 1936    | Haag an der Amper | St. Laurentius        |      | II/P    | 12       | |
| 1936    | Freising          | Dom                   |      | III/P   | 42       | im historischen Gehäuse unter der Verwendung des Pfeifenmaterials von Franz Borgias Maerz; nicht erhalten; 1980 durch Winfried Albiez ersetzt |
| 1940/41 | Schliersee        | St. Sixtus            |      | II/P    | 28       | nicht erhalten; 2012 Neubau Mathis |
| 1946    | Pemmering         | St. Margaretha        |      | II/P    | 13       | erhalten, renoviert |
| 1953    | Allershausen      | St. Joseph            |      | II/P    | 24       | erhalten |
| 1953    | Vötting           | St. Jakob             |      | II/P    | 20       | Gehäuse von Max Maerz aus dem Jahr 1857 wurde erweitert, indem es auseinandergezogen wurde.                                                   |

## Trivia
Heinrich Wismeyer beschreibt in seinem Buch Geschichten um die Orgel im Kapitel Auf der Autobahn eine, mit Magnus S[schmid] gemeinsame, pannenreiche Dienstfahrt mit dessen altersschwachen Opel P4. Wismeyer schildert ihn zudem als einen unterhaltsamen Menschen, der oft mit solch erlebten Schnurren erheiternde Beiträge in geselliger Runde lieferte.